# Herfstontmoeting
Herfstontmoeting is het jaarlijkse weekeinde dat de start inluidt van een nieuw werkjaar bij Scouts en Gidsen Vlaanderen. Het vindt plaats tijdens het laatste weekend van augustus of hoogst uitzonderlijk, zoals in 2007, het eerste weekend van september. Sinds 1991 gaat het event door op het domein de Hoge Rielen in Kasterlee, daarvoor was dit op domein De Kluis in Sint-Joris-Weert. Sinds 2009 start Herfstontmoeting op vrijdagavond in plaats van zaterdagvoormiddag.
Op Herfstontmoeting wordt het officiële startschot gegeven voor het nieuwe scoutswerkjaar. Het nieuwe jaarkenteken met bijhorend thema wordt er extra in de verf gezet.
Herfstontmoeting, of HO, zoals het vaak wordt afgekort, lokt elk jaar zo'n 4.000 scouts. Voor het hele gebeuren wordt het domein reeds 2 weken voor de start afgehuurd. Een SiS-ploeg (Service in Scouting) van zo'n 30 à 40 vrijwilligers, staat in die periode in voor het opzetten van podia, het leggen van verlengkabels, opzetten van tenten etc.
Het weekend zelf is een aaneenschakeling van gezellig samenzijn, vormingsmomenten en workshops, shows en optredens. Het is een kampeerweekend, waarbij elke gouw zijn eigen kampeerstek heeft. Hierbij wordt vaak ook een imposante sjorring gemaakt door vrijwilligers van de gouw. Hier is men meestal al de dag op voorhand bezig. Voor gouw Kempen heet deze ploeg, in navolging van de SiS, de SiK (Service in Kempen).
De naam Herfstontmoeting is afgeleid van Herfstmale(n) zoals HO vroeger genoemd werd. Het vond toen effectief plaats in de herfst en werd voor het eerst georganiseerd in 1946.